# Mô hình Ponzi

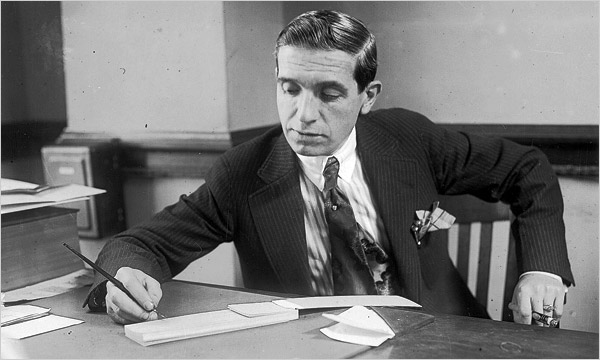
Năm 1920 ảnh chụp Charles Ponzi, với mô hình cùng tên, khi vẫn đang làm việc với tư cách là một doanh nhân tại văn phòng của ông ở Boston

Mô hình Ponzi (tiếng Anh: Ponzi scheme, /ˈpɒnzi/, tiếng Ý: [ˈpontsi]; cũng là một trò chơi Ponzi) là một hình thức lừa đảo thu hút các nhà đầu tư và trả lợi nhuận cho các nhà đầu tư trước đó bằng tiền từ các nhà đầu tư gần đây hơn.
Mô hình này khiến nạn nhân tin rằng lợi nhuận đến từ việc bán sản phẩm hoặc các phương tiện khác, và họ vẫn không biết rằng các nhà đầu tư khác là nguồn tiền. Mô hình Ponzi có thể duy trì ảo tưởng về một doanh nghiệp bền vững miễn là các nhà đầu tư mới đóng góp quỹ mới, và miễn là hầu hết các nhà đầu tư không yêu cầu hoàn trả đầy đủ và vẫn tin tưởng vào tài sản không tồn tại mà họ có ý định sở hữu.
Trong số các sự cố được ghi nhận đầu tiên để đáp ứng định nghĩa hiện đại của mô hình lừa đảo Ponzi được thực hiện từ năm 1869 đến năm 1872 bởi Adele Spitzeder ở Đức và Sarah Howe ở Hoa Kỳ vào những năm 1880 thông qua "Ladies 'Deposit".bHowe đưa ra mức lãi suất 8% hàng tháng cho một nhóm khách hàng nữ, sau đó lấy trộm số tiền mà những người phụ nữ này đã đầu tư. Cuối cùng cô bị phát hiện và phải ngồi tù ba năm. Kế hoạch Ponzi trước đây cũng đã được mô tả trong tiểu thuyết; Cuốn tiểu thuyết Martin Chuzzlewit năm 1844 của Charles Dickens và cuốn tiểu thuyết Little Dorrit năm 1857 của ông đều có sơ đồ như vậy.
Vào những năm 1920, Charles Ponzi đã thực hiện kế hoạch này và trở nên nổi tiếng toàn nước Mỹ vì số tiền khổng lồ mà ông ta thu được. Kế hoạch ban đầu của ông ta dựa trên sự chênh lệch giá hợp pháp của các phiếu trả lời quốc tế cho tem bưu chính, nhưng ông ta sớm bắt đầu chuyển hướng tiền của các nhà đầu tư mới để thanh toán cho các nhà đầu tư trước đó và cho chính mình. Không giống như những mô hình tương tự trước đó, Ponzi đã được báo chí đưa tin đáng kể cả trong nước Mỹ và quốc tế cả trong khi nó được gây ra và sau khi nó sụp đổ - tai tiếng này cuối cùng đã dẫn đến loại mô hình được đặt theo tên ông ta.

## Đặc tính
Thông thường, các mô hình Ponzi yêu cầu đầu tư ban đầu và hứa hẹn lợi nhuận trên mức trung bình. Họ sử dụng những chiêu bài ngôn từ mơ hồ như "giao dịch hợp đồng tương lai phòng hộ", "chương trình đầu tư lợi nhuận cao" hoặc "đầu tư ra nước ngoài" để mô tả chiến lược thu nhập của họ. Thông thường, nhà điều hành sẽ lợi dụng việc nhà đầu tư thiếu kiến thức hoặc năng lực, hoặc đôi khi tuyên bố sử dụng chiến lược đầu tư bí mật, độc quyền để tránh đưa ra thông tin về mô hình.
Tiền đề cơ bản của một kế hoạch Ponzi là "cướp Peter để trả cho Paul". Ban đầu, nhà điều hành trả lợi nhuận cao để thu hút các nhà đầu tư và lôi kéo các nhà đầu tư hiện tại đầu tư thêm tiền. Khi các nhà đầu tư khác bắt đầu tham gia, một hiệu ứng thác bắt đầu. Người mưu đồ trả "lợi tức" cho các nhà đầu tư ban đầu từ khoản đầu tư của những người mới tham gia, thay vì từ lợi nhuận thực sự.
Thông thường, lợi nhuận cao khuyến khích các nhà đầu tư để tiền của họ vào mô hình, do đó nhà điều hành không thực sự phải trả nhiều tiền cho các nhà đầu tư. Người điều hành chỉ cần gửi các báo cáo cho thấy họ đã kiếm được bao nhiêu, điều này duy trì sự lừa dối rằng kế hoạch này là một khoản đầu tư có lợi nhuận cao. Các nhà đầu tư trong một chương trình Ponzi thậm chí có thể gặp khó khăn khi cố gắng lấy tiền của họ ra khỏi khoản đầu tư.
Các nhà khai thác cũng cố gắng giảm thiểu việc rút tiền bằng cách đưa ra các kế hoạch mới cho các nhà đầu tư, nơi không thể rút tiền trong một khoảng thời gian nhất định để đổi lấy lợi nhuận cao hơn. Nhà điều hành nhận thấy dòng tiền mới do các nhà đầu tư không thể chuyển tiền. Nếu một số nhà đầu tư muốn rút tiền của họ theo các điều khoản cho phép, yêu cầu của họ thường được xử lý nhanh chóng, điều này khiến tất cả các nhà đầu tư khác ảo tưởng rằng quỹ có khả năng thanh toán và tài chính ổn định.
Các mô hình Ponzi đôi khi bắt đầu như một phương tiện đầu tư hợp pháp, chẳng hạn như các quỹ đầu cơ có thể dễ dàng biến thành một mô hình kiểu Ponzi nếu họ bất ngờ mất tiền hoặc không kiếm được lợi nhuận một cách hợp pháp. Các nhà điều hành ngụy tạo lợi nhuận hoặc tạo ra các báo cáo kiểm toán gian lận thay vì thừa nhận việc họ không đáp ứng được kỳ vọng và hoạt động này sau đó được coi là một kế hoạch Ponzi.
Nhiều phương tiện và chiến lược đầu tư, thường là hợp pháp, đã trở thành cơ sở của các kế hoạch Ponzi. Ví dụ, Allen Stanford đã sử dụng chứng chỉ tiền gửi ngân hàng để lừa đảo hàng chục nghìn người. Chứng chỉ tiền gửi thường là công cụ có rủi ro thấp và được bảo hiểm, nhưng chứng chỉ tiền gửi của Stanford là gian lận.

## Các cảnh báo
Theo Ủy ban Chứng khoán và Giao dịch Hoa Kỳ (SEC), nhiều mô hình Ponzi có chung những đặc điểm có thể cảnh báo sớm cho các nhà đầu tư. Các dấu hiệu đáng ngờ bao gồm:
- Lợi nhuận đầu tư cao với ít hoặc không có rủi ro. Mọi khoản đầu tư đều mang một số mức độ rủi ro và các khoản đầu tư mang lại lợi nhuận cao hơn thường có nhiều rủi ro hơn. Bất kỳ cơ hội đầu tư "được đảm bảo" nào thường bị coi là đáng ngờ.
- Lợi nhuận quá ổn định. Giá trị đầu tư có xu hướng tăng và giảm theo thời gian, đặc biệt là những giá trị mang lại lợi nhuận tiềm năng cao. Một khoản đầu tư tiếp tục tạo ra lợi nhuận dương thường xuyên bất kể điều kiện thị trường tổng thể được coi là đáng ngờ.
- Các khoản đầu tư chưa đăng ký. Các mô hình Ponzi thường liên quan đến các khoản đầu tư chưa được đăng ký với SEC hoặc với các cơ quan quản lý nhà nước. Đăng ký rất quan trọng vì nó cung cấp cho các nhà đầu tư quyền truy cập vào thông tin chính về quản lý, sản phẩm, dịch vụ và tài chính của công ty.
- Người bán không được cấp phép. Luật chứng khoán liên bang và tiểu bang yêu cầu các chuyên gia đầu tư và các công ty của họ phải được cấp phép hoặc đăng ký. Hầu hết các mô hình Ponzi liên quan đến các cá nhân không có giấy phép hoặc các công ty chưa đăng ký, một số trường hợp ngoại lệ thường là các phương tiện đầu tư đã nói ở trên, bắt đầu hoạt động hợp pháp nhưng không thu được lợi nhuận như mong đợi.
- Các chiến lược bí mật hoặc phức tạp. Các khoản đầu tư không thể hiểu hoặc không cung cấp thông tin đầy đủ.
- Vấn đề về thủ tục giấy tờ. Những lời bào chữa được đưa ra liên quan đến lý do tại sao khách hàng không thể xem xét thông tin bằng văn bản về khoản đầu tư. Ngoài ra, các lỗi báo cáo tài khoản và sự không nhất quán thường là dấu hiệu cho thấy tiền không được đầu tư như đã hứa.
- Khó khăn khi nhận thanh toán. Khách hàng không nhận được thanh toán hoặc gặp khó khăn trong việc rút tiền mặt các khoản đầu tư của họ. Những người quảng bá chương trình Ponzi thường khuyến khích người tham gia đầu tư "qua lại" và đôi khi hứa hẹn lợi nhuận thậm chí còn cao hơn trên số tiền đã chuyển.

## Làm sáng tỏ mô hình Ponzi
Về mặt lý thuyết, ít nhất là không thể đối với một số thực thể hoạt động như mô hình Ponzi cuối cùng "thành công" về mặt tài chính, ít nhất là miễn là mô hình Ponzi không phải là những gì mà những người quảng bá ban đầu dự định hoạt động. Ví dụ, một quỹ đầu cơ thất bại trong việc báo cáo lợi nhuận gian lận có thể "làm ăn" tốt những con số được báo cáo của nó, chẳng hạn bằng cách thực hiện một khoản đầu tư rủi ro cao thành công. Hơn nữa, nếu những người điều hành một kế hoạch như vậy đang đối mặt với khả năng sụp đổ sắp xảy ra kèm theo các cáo buộc hình sự, họ có thể thấy ít "rủi ro" bổ sung cho bản thân khi cố gắng che đậy dấu vết của họ bằng cách tham gia vào các hành vi bất hợp pháp khác để cố gắng cải thiện sự thiếu hụt ví dụ, bằng cách tham gia vào giao dịch nội gián). Đặc biệt là với các phương tiện đầu tư được quản lý và giám sát nhẹ như các quỹ đầu cơ, trong trường hợp không có người tố giác hoặc đi kèm các hành vi bất hợp pháp, bất kỳ nội dung gian lận nào trong báo cáo thường khó bị phát hiện trừ khi và cho đến khi các phương tiện đầu tư cuối cùng sụp đổ.
Tuy nhiên, thông thường, nếu một mô hình Ponzi không bị các cơ quan chức năng ngăn chặn, kết quả là thường đổ vỡ vì một hoặc nhiều lý do sau:
1. Người điều hành biến mất, lấy hết số tiền đầu tư còn lại. Những người quảng cáo có ý định bỏ trốn thường cố gắng làm như vậy vì lợi nhuận sắp được trả sắp vượt quá các khoản đầu tư mới, vì đây là lúc vốn đầu tư có sẵn sẽ ở mức tối đa.
2. Vì kế hoạch yêu cầu một dòng đầu tư liên tục để tài trợ lợi nhuận cao hơn, nếu số lượng nhà đầu tư mới chậm lại, kế hoạch sẽ sụp đổ vì nhà điều hành không còn có thể trả lợi nhuận đã hứa (lợi nhuận càng cao, rủi ro của kế hoạch Ponzi càng lớn sụp đổ). Những cuộc khủng hoảng thanh khoản như vậy thường gây ra tình trạng hoảng loạn, khi nhiều người bắt đầu yêu cầu tiền của họ, tương tự như một vụ đột biến rút tiền gửi (bank run).
3. Các thế lực kinh doanh bên ngoài, chẳng hạn như sự suy giảm mạnh trong nền kinh tế, thường có thể đẩy nhanh sự sụp đổ của kế hoạch Ponzi (ví dụ, vụ bê bối đầu tư của Madoff trong thị trường suy thoái năm 2008), vì chúng thường khiến nhiều nhà đầu tư cố gắng rút một phần hoặc toàn bộ số tiền của họ sớm hơn họ dự định.

Thiệt hại thực tế là cực kỳ khó tính toán. Số tiền mà các nhà đầu tư nghĩ rằng họ không bao giờ có thể đạt được ngay từ đầu. Khoảng cách lớn giữa "tiền vào" và "lợi nhuận hư cấu" khiến chúng ta hầu như không thể biết được số tiền đã bị mất trong bất kỳ mô hình Ponzi nào.
Tại Hoa Kỳ, các cá nhân có thể ngăn chặn một mô hình Ponzi trước khi nó sụp đổ bằng cách báo cáo với SEC. Theo Chương trình Người thổi còi của SEC, các cá nhân có thể nhận được giải thưởng tiền tệ vì đã báo cáo vi phạm luật chứng khoán liên bang, bao gồm thông tin về các kế hoạch Ponzi, nếu thông tin của họ dẫn đến một hành động thực thi thành công của SEC, trong đó có lệnh trừng phạt hơn 1.000.000 đô la. Để báo cáo kế hoạch Ponzi và đủ điều kiện nhận giải thưởng theo chương trình, SEC yêu cầu người tố giác hoặc luật sư của họ báo cáo trực tuyến  các thủ đoạn thông qua Cổng giới thiệu, Khiếu nại hoặc Giới thiệu của SEC hoặc gửi / fax Biểu mẫu TCR đến Văn phòng Người tố cáo của SEC.

## Các mô hình tương tự
Mô hình kim tự tháp là một hình thức lừa đảo tương tự như một mô hình Ponzi, dựa trên niềm tin nhầm lẫn vào một thực tế tài chính không tồn tại, bao gồm cả hy vọng về tỷ suất sinh lợi cực cao. Tuy nhiên, có một số đặc điểm phân biệt các mô hình này với =Ponzi:
- Trong một mô hình Ponzi, kẻ âm mưu hoạt động như một "trung tâm" cho các nạn nhân, tương tác trực tiếp với tất cả họ. Trong một kế hoạch kim tự tháp, những người tuyển dụng thêm người tham gia được hưởng lợi trực tiếp. Việc không tuyển dụng thường có nghĩa là không có lợi tức đầu tư.
- Một mô hình Ponzi tuyên bố dựa trên một số phương pháp đầu tư bí truyền và thường thu hút các nhà đầu tư khá giả, trong khi các mô hình kim tự tháp tuyên bố rõ ràng rằng tiền mới sẽ là nguồn thanh toán cho các khoản đầu tư ban đầu.[3]
- Một mô hình kim tự tháp thường sụp đổ nhanh hơn nhiều vì nó đòi hỏi sự gia tăng theo cấp số nhân của những người tham gia để duy trì. Ngược lại, mô hình Ponzi có thể tồn tại (ít nhất là trong ngắn hạn) chỉ đơn giản bằng cách thuyết phục hầu hết những người tham gia hiện tại tái đầu tư tiền của họ, với một số lượng tương đối nhỏ những người tham gia mới.[14]

Tiền điện tử đã được sử dụng bởi những kẻ lừa đảo đang cố gắng tạo ra một thế hệ mới của mô hình Ponzi. Ví dụ: lạm dụng các dịch vụ tiền ảo ban đầu, hoặc "ICO", trên nền tảng chuỗi khối Ethereum là một trong những phương pháp như vậy, được gọi là "Ponzis thông minh" theo Financial Times.
Bong bóng tài chính thường được cho là dựa trên lý thuyết "kẻ đánh lừa lớn hơn". Như với sơ đồ Ponzi, giá vượt quá giá trị nội tại của mặt hàng, nhưng không giống như mô hình Ponzi:
- Trong hầu hết các bong bóng kinh tế, không có cá nhân hoặc nhóm nào trình bày sai giá trị nội tại. Một ngoại lệ phổ biến là kế hoạch bơm và bán phá giá (thường liên quan đến người mua và người nắm giữ các cổ phiếu được giao dịch mỏng), có nhiều điểm chung với kế hoạch Ponzi so với các loại bong bóng khác.
- Các kế hoạch Ponzi thường dẫn đến các cáo buộc hình sự khi cơ quan chức năng phát hiện ra chúng, nhưng khác với các kế hoạch bơm và bán phá giá, bong bóng kinh tế thường không liên quan đến hoạt động bất hợp pháp, hoặc thậm chí có ý kiến xấu từ phía bất kỳ người tham gia nào. Luật chỉ bị phá vỡ nếu ai đó duy trì bong bóng bằng cách cố ý và cố ý xuyên tạc sự thật để thổi phồng giá trị của một mặt hàng (như với mô hình thổi phồng và bán phá giá). Ngay cả khi điều này xảy ra, hành vi sai trái (và đặc biệt là hoạt động tội phạm) thường khó chứng minh trước tòa hơn nhiều so với kế hoạch Ponzi. Do đó, sự sụp đổ của bong bóng kinh tế hiếm khi dẫn đến các cáo buộc hình sự (đòi hỏi bằng chứng vượt quá nghi ngờ hợp lý để bảo đảm kết tội) và, ngay cả khi các cáo buộc được theo đuổi, chúng thường chống lại các tập đoàn, điều này có thể dễ dàng hơn để theo đuổi ra tòa so với cáo buộc chống lại con người nhưng cũng chỉ có thể dẫn đến bị phạt tiền thay vì ngồi tù. Việc truy đòi pháp lý thường được theo đuổi hơn trong các tình huống mà ai đó nghi ngờ bong bóng kinh tế là kết quả của hoạt động bất chính là khởi kiện yêu cầu bồi thường thiệt hại tại tòa án dân sự, nơi tiêu chuẩn chứng minh chỉ là cân bằng xác suất và nguyên đơn không cần chứng minh ý định phạm pháp.
- Ở một số khu vực pháp lý[cái gì?], sau sự sụp đổ của một mô hình Ponzi, ngay cả những người hưởng lợi "vô tội" phải trả lại bất kỳ khoản lợi nhuận nào để phân phối cho các nạn nhân. Trong bối cảnh này, những người thụ hưởng "vô tội" có thể bao gồm bất kỳ ai vô tình trục lợi mà không nhận thức được bản chất lừa đảo của kế hoạch, và thậm chí cả các tổ chức từ thiện mà thủ phạm thường cung cấp cho những người này một cách tương đối hào phóng trong khi một kế hoạch đang hoạt động nhằm nâng cao hồ sơ của họ và do đó "thu lợi" từ việc đưa tin tích cực trên các phương tiện truyền thông. Điều này thường không xảy ra trong trường hợp bong bóng kinh tế, đặc biệt là nếu không ai có thể chứng minh bong bóng là do bất kỳ ai hành động thiếu thiện chí gây ra, hơn nữa, một người mà việc tham gia vào bong bóng kinh tế không đặc biệt đáng chú ý sẽ không có khả năng tăng cường tham gia vào bong bóng và do đó thu lợi nhuận cá nhân bằng cách quyên góp cho tổ chức từ thiện.
- Các mặt hàng được giao dịch trong bong bóng kinh tế có nhiều khả năng có giá trị nội tại bằng một tỷ lệ đáng kể của giá thị trường. Do đó, sau sự sụp đổ của bong bóng kinh tế (đặc biệt là bong bóng trong một mặt hàng như bất động sản), các mặt hàng bị ảnh hưởng thường sẽ giữ lại một số giá trị, trong khi khoản đầu tư là một phần của mô hình Ponzi thường sẽ vô giá trị (hoặc rất gần với giá trị). Mặt khác, việc thu được tài chính cho nhiều hạng mục thường xuyên xảy ra bong bóng sẽ dễ dàng hơn nhiều. Nếu một nhà đầu tư giao dịch ký quỹ hoặc đi vay để đầu tư tài chính trở thành nạn nhân của bong bóng, họ vẫn có thể mất tất cả (hoặc một phần rất đáng kể) vốn đầu tư của mình, hoặc thậm chí phải chịu trách nhiệm về những khoản lỗ vượt quá ban đầu. đầu tư vốn.

Một mô hình Ponzi cuối cùng chấm dứt với sự bỏ trốn của người điều hành tương tự như một trò lừa đảo thoát. Sự khác biệt chính là một trò lừa đảo rút lui không liên quan đến bất kỳ loại phương tiện đầu tư nào với lợi nhuận hứa hẹn kèm theo. Thay vào đó, những kẻ lừa đảo bỏ trốn hoặc chấp nhận thanh toán cho sản phẩm mà chúng không bao giờ giao hàng (thường là sau khi đạt được danh tiếng về sản phẩm vận chuyển đáng tin cậy) hoặc ăn cắp tiền được ký quỹ thay mặt cho bên thứ ba (sau này thường liên quan đến các nhà điều hành thị trường darknet bất hợp pháp để tạo điều kiện bán hàng hóa và dịch vụ bất hợp pháp).

## Xã hội và văn hoá
Các vận động viên cử tạ thường sử dụng thuật ngữ Ponzi để chỉ một chương trình đào tạo sức mạnh trong đó các vận động viên thực hiện các bài tập với trọng lượng ít dần (còn được gọi là drop-sets) để tối đa hóa sức căng của cơ. Các bài tập như vậy nhằm mục đích gợi lên hình ảnh của một kim tự tháp, vì người cử tạ giảm dần kích thước của khối cân nặng của họ giống như cách mà một kim tự tháp phát triển lên trên. Cách sử dụng Ponzi này làm cho thuật ngữ này được hiểu theo một sơ đồ kim tự tháp, một dạng gian lận liên quan.

## Một số vụ chơi trò Ponzi nổi tiếng
- Vụ Charles Ponzi
- Vụ Enron
- Vụ WorldCom
- Vụ Bernie Madoff